# Роздольє (Ромодановський район)
Роздо́льє (рос. Раздолье, ерз. Раздолье) — селище у складі Ромодановського району Мордовії, Росія. Входить до складу Липкинського сільського поселення.

## Населення
Населення — 25 осіб (2010; 47 у 2002).
Національний склад (станом на 2002 рік):
- росіяни — 94 %